# Mati Álvarez
Matilde Álvarez Sierra (Puebla, Puebla, 7 de noviembre de 1995) es una heptatleta y empresaria mexicana, conocida internacionalmente por ganar 4 veces el campeonato de Exatlón México, la primera vez en Exatlón: Famosos vs. Contendientes 3, la segunda en Exatlón Cup, la tercera en Exatlón: Titanes vs. Héroes y la cuarta Exatlón: Nueva Era. Debutó en 2021 como presentadora de televisión en el programa matutino Venga la alegría para su edición de fines de semana en TV Azteca. En 2022 se le otorgó el título de «La mejor atleta de Exatlón» en toda la franquicia.

## Biografía
Matilde Álvarez Sierra nació el 7 de noviembre de 1995 en la ciudad de Puebla, Puebla.
Practicó natación a los 4 años y a los 10 años comenzó su carrera en el atletismo, como atleta de pista. La joven inició sus estudios en el Colegio Americano desde el kínder hasta la preparatoria. Al ver el talento de la pequeña se le recomendó a sus padres la llevaran al parque ecológico Revolución Mexicana donde entrenaba diariamente, ahí llamó la atención del entrenador cubano Pedro Tani, quien luego de realizarle las pruebas correspondientes, se convirtió en su entrenador.
En diciembre de 2010 le fue otorgado el Premio Municipal del Deporte, que la distingue como la mejor atleta del Estado de Puebla. En el año 2012 no participó en competencias debido a una lesión. La joven atleta obtuvo el honor de encender el pebetero olímpico en la inauguración de los segundos Juegos Juveniles Centroamericanos y del Caribe, que se llevaron a cabo en la ciudad de Puebla.
Para 2014 viajó a Estados Unidos para estudiar en la Universidad de Texas A&M.
En 2015, Mati empezó a estudiar en la Universidad de las Américas de Puebla donde fue capitana del equipo de Atletismo Aztecas de la UDLAP durante 2 años, realizando la prueba del salto de longitud en los primeros 2 años, para luego cambiarse al heptatlón en su último año. Durante su última participación en Juegos de CONADEIP logró la medalla de oro en heptatlón, además de imponer un nuevo récord. Logró graduarse como licenciada en Mercadotecnia en 2018.

## Trayectoria
Inició su carrera deportiva en la Olimpiada Nacional en el año 2006 y hasta la actualidad ha ganado 23 medallas de oro en diversas categorías y coronándose 10 veces campeona de la CONADEIP, Comisión Nacional Deportiva Estudiantil de Instituciones Privadas. En el 2009 fue la atleta poblana más destacada al obtener dos medallas de oro. Dentro de su participación en Hermosillo, Sonora en la Olimpiada Nacional en las pruebas de 100 metros planos y en salto de longitud; en esta prueba obtuvo el récord Nacional al saltar un increíble cinco metros con sesenta y seis centímetros cuando solo tenía 13 años.
A los 15 años representó a México en los Juegos Panamericanos de 2011 con sede en Guadalajara, Jalisco participando en las competencias de 100 metros planos y el relevo 4X100, siendo la atleta más joven de la delegación tricolor.
En representación de la UDLAP, Álvarez participó en el Campeonato Nacional de la CONADEIP logrando ser medallista de un oro y tres de plata, colocándose en el segundo lugar general de la competencia. Ya en el 2016 fue medallista de plata en el Campeonato Nacional de Atletismo de Primera Categoría y Sub-23. Participó en el Encuentro Atlético Relevos ESEF 2016. Fue medallista de oro en las Espartaqueadas.
Durante las competencias en el 2017, dentro del V Encuentro Potosino de Atletismo fue medallista de oro. En el Campeonato Nacional de la CONADEIP, obtuvo medalla de oro, tres de plata y una de bronce, siendo la MVP (la Atleta más valiosa) y segundo lugar general. 
En 2018 ganó dos medallas de oro, plata y dos de bronce en el Campeonato Nacional de la CONADEIP siendo la MVP de la competencia y segundo lugar general por segundo año consecutivo, participó en la Universiada Nacional obteniendo medalla de Plata. 
Obtuvo el récord CONADEIP del Heptatlón en 2019. Durante su carrera deportiva ha tenido una gran cantidad de logros, entre los que se encuentran: Obtuvo el récord mexicano de salto de longitud en categoría sub-18 y en relevo 4X100 categoría sub-20. Participó en los Juegos Centroamericanos y del Caribe en la prueba de salto de longitud.

## Negocios
Después de su estadía por la primera temporada de Exatlón All Star México, en 2022 Mati Álvarez incursionó en el mundo de los negocios, lanzando su propia marca de joyería y dando clases de Parkour en una escuela especializada en Parkour.

## Distinciones honoríficas
En 2022 se le otorgan las distinciones destacables Cédula real y Real provisión de Puebla, por parte del ayuntamiento y del presidente municipal Eduardo Rivera Pérez.
En 2023 es reconocida por su trayectoria por parte de la Universidad de las Américas de Puebla (UDLAP).  Para 2024 obtiene la Presea Casa Morelos en el estado de Morelos.

## Participación y Palmarés en Exatlón México
En agosto de 2019, Matilde Álvarez participa en la tercera temporada del reality deportivo Exatlón México, perteneciente al equipo de famosos. La temporada se desarrolló en las tierras y playas de La Romana en República Dominicana bajo la conducción de Antonio Rosique, esta temporada dio inicio el lunes 19 de agosto del mismo año y concluyó el lunes 16 de marzo de 2020, en ese día, Mati Álvarez se convirtió en la Campeona Femenil de la temporada.
Finalizando aquella campaña, se dio inicio a la Exatlón Cup, un torneo que contaba con la participación de 4 países representados por 4 atletas: Colombia, Turquía, Grecia y México, quién a este último equipo Mati Álvarez junto a los finalistas de la 3.ª edición fueron seleccionados para representar al equipo mexicano, dio inicio el 30 de marzo y finalizó 27 de abril, día en el que Álvarez consiguió la victoria levantando su 2.º trofeo de forma consecutiva.
4 meses después, regresó para la 4.ª edición denominada Exatlón México: Titanes vs Héroes llevándose un total de 9 medallas en la competencia (3 de ellas entregadas por el público). Compitió por más de 60 semanas en el Exatlón y por 3.ª ocasión, el día 4 de abril de 2021, obtuvo el campeonato convirtiendose tricampeona y la máxima ganadora de la franquicia Exatlón a nivel mundial.
En enero de 2022 regresa a competir al reality deportivo, esta vez en su edición All Star, en donde sólo participarían campeones, finalistas y semifinalístas, esta vez Mati Álvarez se convierte en finalista obteniendo el tercer puesto el día 1.º de mayo del mismo año, siendo la única mujer que logra llegar a la final de su equipo.
Un año después, en febrero de 2023 regresaría por segunda ocasión a la edición All Star, esta vez con algunos nuevos participantes como los campeones de la sexta temporada Liliana Hernández y Andrés Fierro, es la única mujer que logra avanzar a la final y queda como subcampeona frente a su contrincante Koke Guerrero, la final se llevó a cabo el día 19 de mayo de 2023.
Más de 5 meses posteriores, en noviembre de 2023 regresa a Exatlón México en la séptima temporada llamada La Nueva Era pero esta vez regresa como leyenda junto con demás participantes como Heliud Pulido, Patricio Araujo, Ana Lago y el gran regreso de Daniel Corral. Mati Álvarez es la única atleta de Exatlón Mundial en pasar 4 semanas de manera invicta, con 29 victorias consecutivas. Se llevó un total de 6 medallas toda la temporada. La fecha del 11 de marzo de 2024 se coronó Tetracampeona de Exatlón México tras ganarle a Liliana Hernández del equipo de los azules.

## Filmografía

### Programas de televisión
- ¿Te la Juegas? (2019) - Ella misma, Invitada
- Exatlón México Famosos vs. Contendientes 3 (2019-2020) - Ganadora[23]
- Copa Exatlón (2020) - Ganadora[24]
- Exatlón México: Titanes vs Héroes (2020-2021) - Ganadora[25]
- En Sus Batallas (2021) - Ella misma[26]
- Venga la alegría, Fin de Semana (2021-2023) - Conductora
- Exatlón México All Star 1 (2022) - 3.er lugar
- Exatlón México All Star 2 (2023) - Subcampeona
- La rueda de la suerte (2023) - Invitada
- Exatlón México: La Nueva Era (2023-2024) - Ganadora
- Los 50 - Participante (2024)[27]
- Exatlón México (2024) - Participante[28]

## Premios y nominaciones
| Año  | Premio      | Categoría                 | Nominación a | Resultado | Ref.   |
| ---- | ----------- | ------------------------- | ------------ | --------- | ------ |
| 2021 | Socialiteen | Influencer Sporty del Año | Ella misma   | Ganadora  | [ 29 ] |
| 2022 | Socialiteen | Conductora del Año        | Ella misma   | Ganadora  | [ 30 ] |